# Dorcadion bulgharmaadense
Dorcadion bulgharmaadense là một loài bọ cánh cứng trong họ Cerambycidae.